# John Amirante
John Amirante (Nova Iorque, 14 de maio de 1934 - Nova Iorque, 17 de abril de 2018) foi um cantor estadunidense.

## Carreira
foi um cantor estadunidense que cantou o hino da equipe de hóquei no gelo New York Rangers no Madison Square Garden de 1980 até sua aposentadoria em 2015.
Ele também foi responsável por cantar os hinos do New York Yankees e do New York Mets. É natural de Bronx, Nova York.

## Morte
Morreu aos 83 anos em 17 de abril de 2018, em Nova Iorque.